# Charles Morris (commodore)
Pour les articles homonymes, voir Charles Morris et Morris.
Charles Morris est un commodore de l'United States Navy né le 26 juillet 1784 à Woodstock (Connecticut) et décédé le 27 janvier 1856 à Washington à l'âge de 71 ans.
Il était également un administrateur du gouvernement américain. Sa carrière militaire s'est étendue sur quasiment toute la première moitié du XIXe siècle.

## Biographie
Il est nommé midshipman en juillet 1799 et sert lors de la quasi-guerre avec la France avant de participer à la guerre de Tripoli (ou première guerre barbaresque). Il est promu capitaine lors de la guerre de 1812, en mars 1813.
Il sert en qualité de commandant en second sur l'USS Constitution sous la direction du capitaine Isaac Hull durant le combat de la Constitution et de la Guerriere. Morris est gravement blessé durant cet engagement.
En 1814, il commande l'USS Adams lors de missions de harcèlement des navires commerçants britanniques. Acculé dans le fleuve Penobscot (Maine) par une escadre britannique dirigée par Robert Barrie, Morris fait débarquer ses marins et tente, à l'aide d'une milice locale, de repousser le débarquement des troupes britanniques. C'est la bataille de Hampden qui se solde par une victoire britannique. Toutefois, Morris parvient à faire prendre la mer à l'Adams pour gagner Portland.
Durant la seconde guerre barbaresque, il assure le commandement de la Congress mais ne participe à aucun combat, la paix ayant été signée avant l'arrivée de l'escadre à laquelle il appartient. Il reçoit à nouveau le commandement de cette unité en juin 1816 avec pour mission de capturer fort Astoria tenu par les Britanniques. Ses ordres changent toutefois après un incident dans la mer des Caraïbes où il se rend afin d'effectuer des patrouilles. Il amènera la Congress jusqu'en Amérique du Sud avant de laisser, malade, le commandement de sa frégate au capitaine Arthur Sinclair.
Il sert au sein du Board of Navy Commissioners de 1823 à 1827. Cet organe administratif de la Navy a pour secteur de responsabilité la question du soutien logistique.
Son épouse, Louise, le quitte en 1835 pour épouser William Wilson Corcoran.
Il est directeur du Bureau of Construction and Repair de 1844 à 1847, date de son retrait de la marine.
Il meurt à Washington le 27 janvier 1856, à 71 ans.

## Hommages
Un navire de l'US Navy, le Commodore Morris (1862), est nommé en son honneur. Parmi les navires nommés USS Morris, les DD-271, DD-417 et PC-1179 sont nommés d'après le commodore Morris.
Une rue du chantier naval de Washington, la Charles Morris Court porte également son nom.